# 유리 세라믹
유리 세라믹 또는 글라스세라믹(Glass-ceramic)은 기본 유리의 결정화를 제어하여 생산된 다결정 소재로, 벌크 소재 전체에 결정이 미세하고 균일하게 분산되어 있다. 결정화는 적절한 유리를 신중하게 조절된 열 처리 일정에 적용하여 수행되며, 그 결과 결정상의 핵 생성 및 성장이 발생한다. 대부분의 경우 결정화 공정은 거의 완료될 때까지 진행될 수 있지만 일부 공정에서는 잔류 유리상이 남아 있는 경우가 많다. 유리 세라믹 재료는 유리와 세라믹 모두와 많은 특성을 공유한다. 유리 세라믹은 비정질 상과 하나 이상의 결정상을 갖고 있으며 일반적으로 유리 제조에서 원하지 않는 자발적 결정화와는 대조적으로 소위 "제어된 결정화"에 의해 생산된다. 글라스-세라믹은 유리의 가공 장점과 세라믹의 특별한 특성을 동시에 갖고 있다. 밀봉에 사용되는 일부 유리 세라믹은 브레이징이 필요하지 않지만 최대 700 °C의 브레이징 온도를 견딜 수 있다. 유리 세라믹은 일반적으로 30%[m/m] ~ 90%[m/m]의 결정성을 가지며 다공성 0, 고강도, 인성, 반투명도 또는 불투명도, 착색, 유백광도, 낮음 또는 낮음과 같은 흥미로운 특성을 지닌 다양한 재료를 생산한다. 음의 열팽창, 고온 안정성, 형광성, 기계 가공성, 강자성, 흡수성 또는 높은 화학적 내구성, 생체 적합성, 생체 활성, 이온 전도도, 초전도성, 절연 기능, 낮은 유전 상수 및 손실, 내식성, 높은 저항률 및 파괴 전압까지 포함한다. 이러한 특성은 기본 유리 구성을 제어하고 기본 유리의 열처리/결정화를 제어하여 맞춤화할 수 있다. 제조 과정에서 유리 세라믹은 세라믹의 강도와 유리의 밀봉 밀봉 특성을 동시에 갖고 있다는 점에서 높이 평가된다.
유리 세라믹은 대부분 두 단계로 생산된다. 첫째, 유리 제조 공정을 통해 유리가 형성되고, 그 후 유리가 냉각된다. 둘째, 유리는 통제된 열처리 일정을 거친다. 이 열처리에서 유리는 부분적으로 결정화된다. 대부분의 경우 핵형성제는 유리 세라믹의 기본 구성에 첨가된다. 이러한 핵형성제는 결정화 과정을 돕고 제어한다. 일반적으로 가압 및 소결 과정이 없기 때문에 유리 세라믹은 소결 세라믹과 달리 기공이 없다.
Li2O × Al2O3 × nSiO2 시스템(LAS 시스템), MgO × Al2O3 × nSiO2 시스템(MAS 시스템), ZnO × Al2O3 × nSiO2 시스템(ZAS 시스템) 등 다양한 유리 세라믹 시스템이 존재한다.

## 문헌
- McMillan P.W., "The glass phase in glass-ceramics", Glass Technology, 1974, Vol. 15 (1), P. 5-15
- Bach H. (Editor), "Low thermal expansion glass ceramics", Springer-Verlag (1995).
- Holand, Wolfram and Beall, George H. Glass-Ceramic Technology. Wiley, 2002. ISBN 978-1-57498-107-0